# 19 Mayıs Stadyumu
Le 19 Mayıs stadyumu, Stade du 19 mai est un stade de football avec une capacité de 33 919 places situé à Samsun accueillant les matchs de Samsunspor.
Le premier événement organisé au stade a été la cérémonie d'ouverture des jeux des Deaflympics d'été le 18 juillet 2017, l'ouverture officielle a eu lieu onze jours après avec le match amical entre Samsunspor et MKE Ankaragücü. Le premier match officiel était le match de Super Coupe 2017 entre Beşiktaş et Konyaspor.

## Galerie

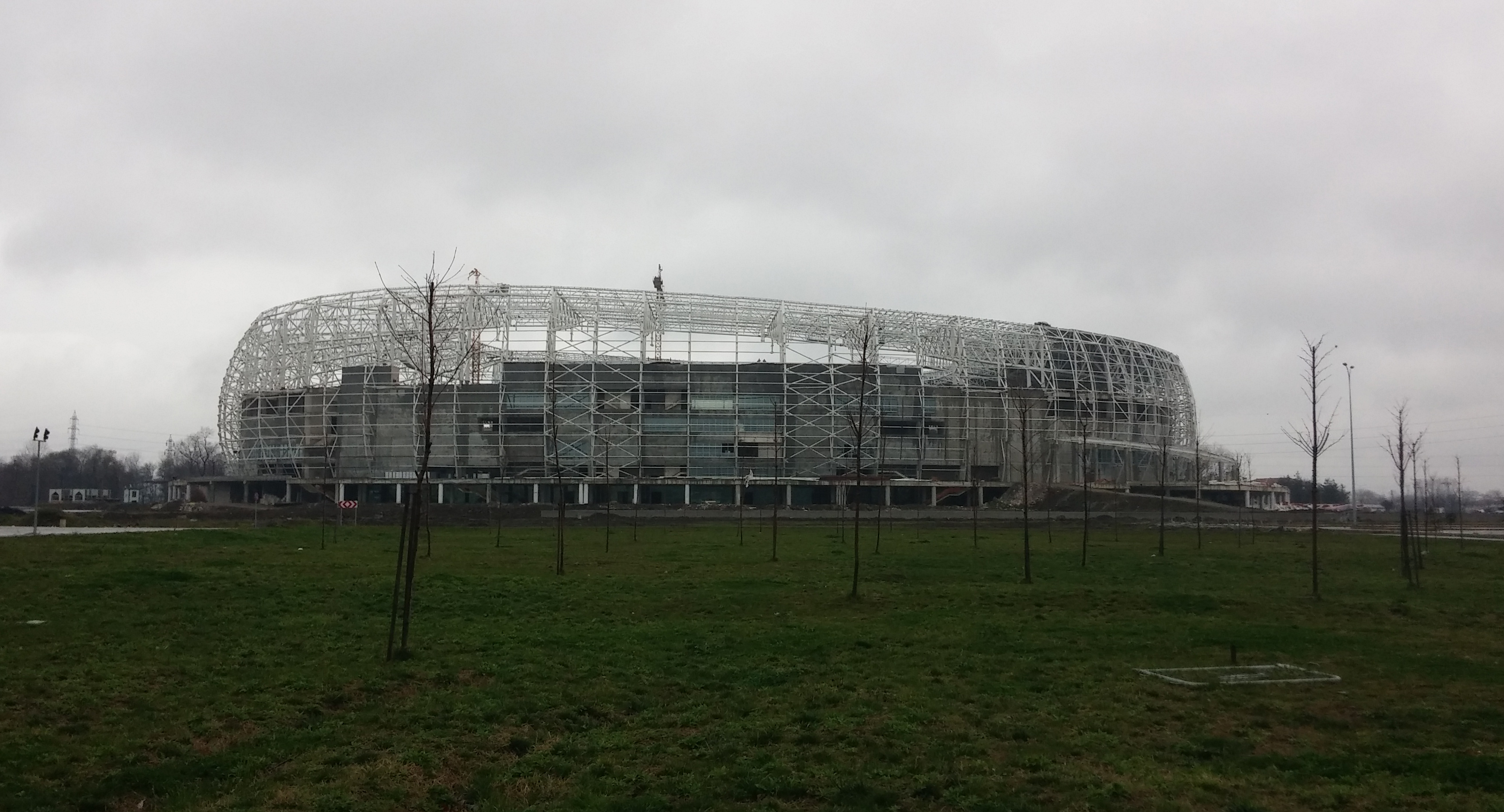
Le stade en construction, février 2016
Plan du stade (2018)
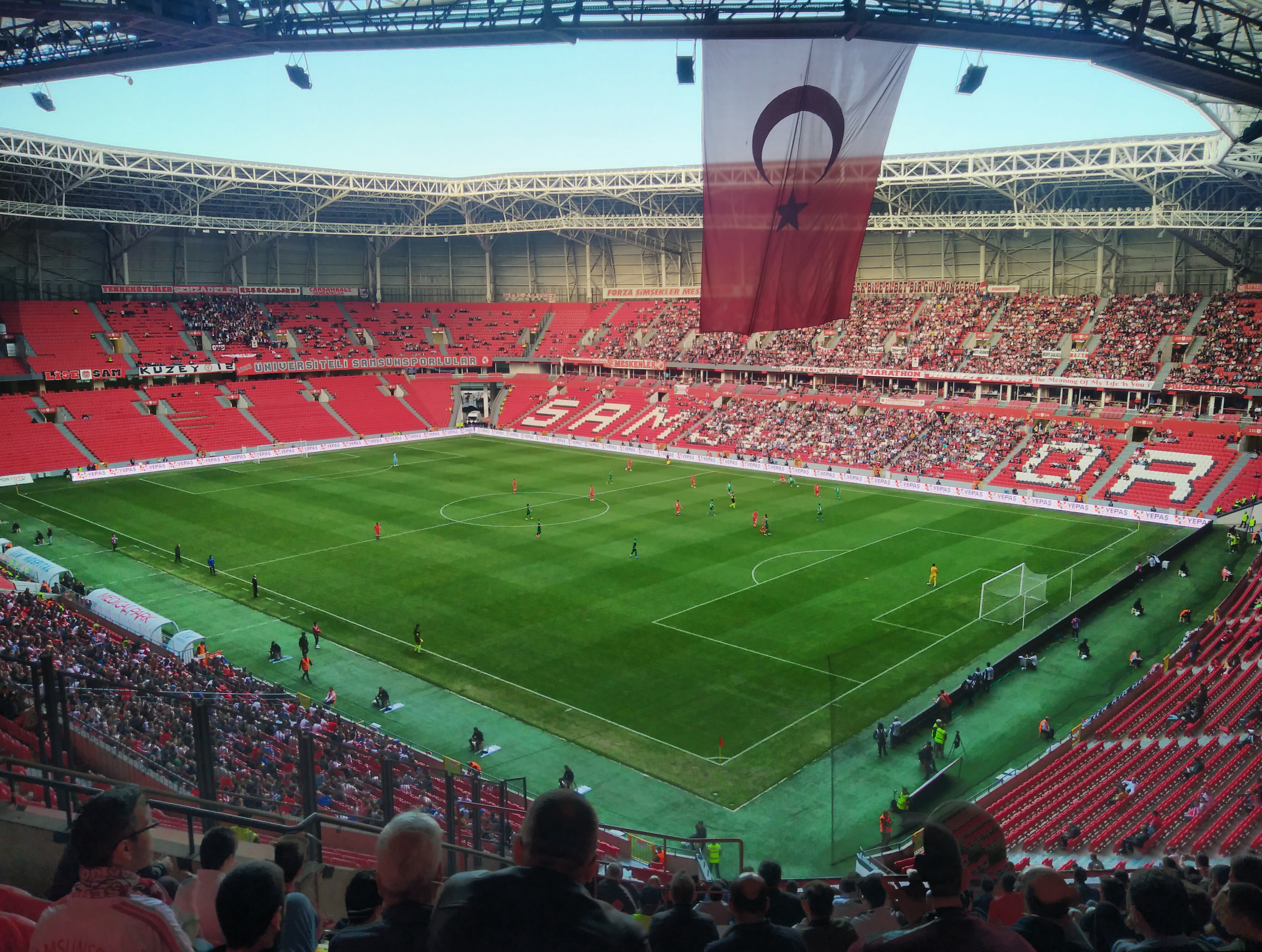
Samsunspor contre Kırklarelispor le 14 octobre 2019